# Хойвер, Герта
Ге́рта Хо́йвер (нем. Herta Heuwer; 30 июня 1913, Кёнигсберг, Пруссия — 13 июля 1999, Берлин) — хозяйка киоска-сосисочной в Западном Берлине, за которой закрепилась слава изобретательницы карривурста и прозвище «мать карривурста». Герта Хойвер запатентовала свой рецепт соуса со специями к жареной сосиске в германском патентном ведомстве, что и обеспечило карривурсту признание блюдом берлинской кухни, хотя на авторство карривурста претендуют ещё в Гамбурге и Рурской области. Рецепт своего томатного соуса к сосискам Герта Хойвер хранила в секрете и унесла с собой в могилу.
Уроженка Кёнигсберга Герта Хойвер не была поварихой. Она получила торговое образование, далее выучилась на портниху и затем прошла курс домоводства и кулинарии. В послевоенные годы Герта поначалу работала в Берлине помощницей на кухне, а затем открыла собственное дело — скромный киоск по продаже закусок на Штутгартской площади в берлинском Шарлоттенбурге, находившемся в британском секторе города. Недавно вернувшийся и американского плена муж Герты Курт рассказывал ей, что американцы едят мясо с кетчупом и острыми специями. По словам историка Ульриха Кубиша, 4 сентября 1949 года дождь лил в Берлине как из ведра, и замёрзшая в своём киоске Герта решила хорошенько подкрепиться. Она занялась приготовлением смеси специй, испробовала с десяток вариантов, в конце концов она посыпала специями тонко порезанный братвурст и плюхнула сверху кетчупа. Кулинарное творчество Герты Хойвер оценила непритязательная послевоенная клиентура, и вскоре из жалкой сколоченной мужем будки предприятие Герты превратилось в респектабельную закусочную с оборотом в 10 тыс. сосисок в день. На месте, где стоял киоск Герты Хойвер, в 2003 году ей установили памятную табличку.